# Rosselle
El Rosselle (Rosselle, en francès; Rossel en alemany) és un riu que passa per la Lorena (França) i pel Saarland (Alemanya). Neix a Longeville-lès-Saint-Avold i desemboca al Saar, a prop de Völklingen. Fa de frontera entre França i Alemanya des de Morsbach a Großrosseln.

## Ciutats importants al seu curs
- a França: Longeville-lès-Saint-Avold, Boucheporn, Saint-Avold, Macheren, Betting, Hombourg-Haut, Freyming-Merlebach, Béning-lès-Saint-Avold, Cocheren, Rosbruck, Morsbach, Forbach, Petite-Rosselle
- a Alemanya: Großrosseln, Völklingen i Saarbrücken